# Cesarski kompleks pałacowy w Tokio
Cesarski kompleks pałacowy w Tokio (jap. 皇居 Kōkyo; dosł. „pałac, rezydencja cesarska”) – obszar o powierzchni 341 ha, o charakterze parkowym, położony w centralnej dzielnicy tokijskiej Chiyoda.

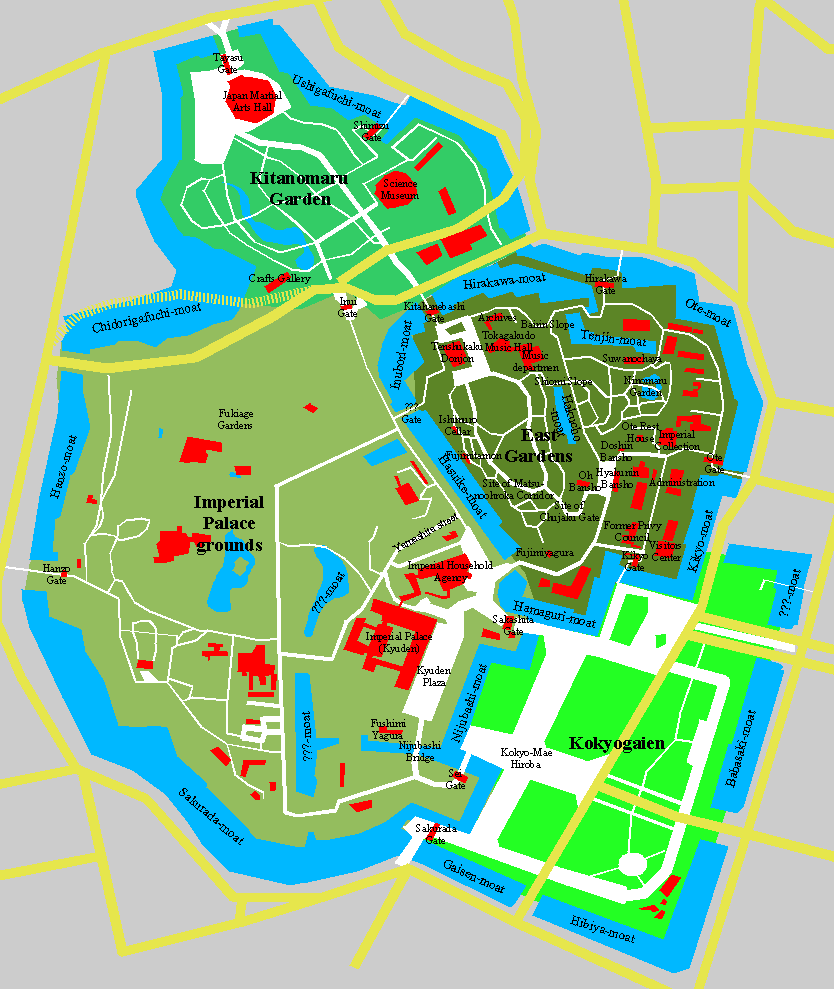
Mapa Kōkyo, cesarskiego kompleksu pałacowego i ogrodów

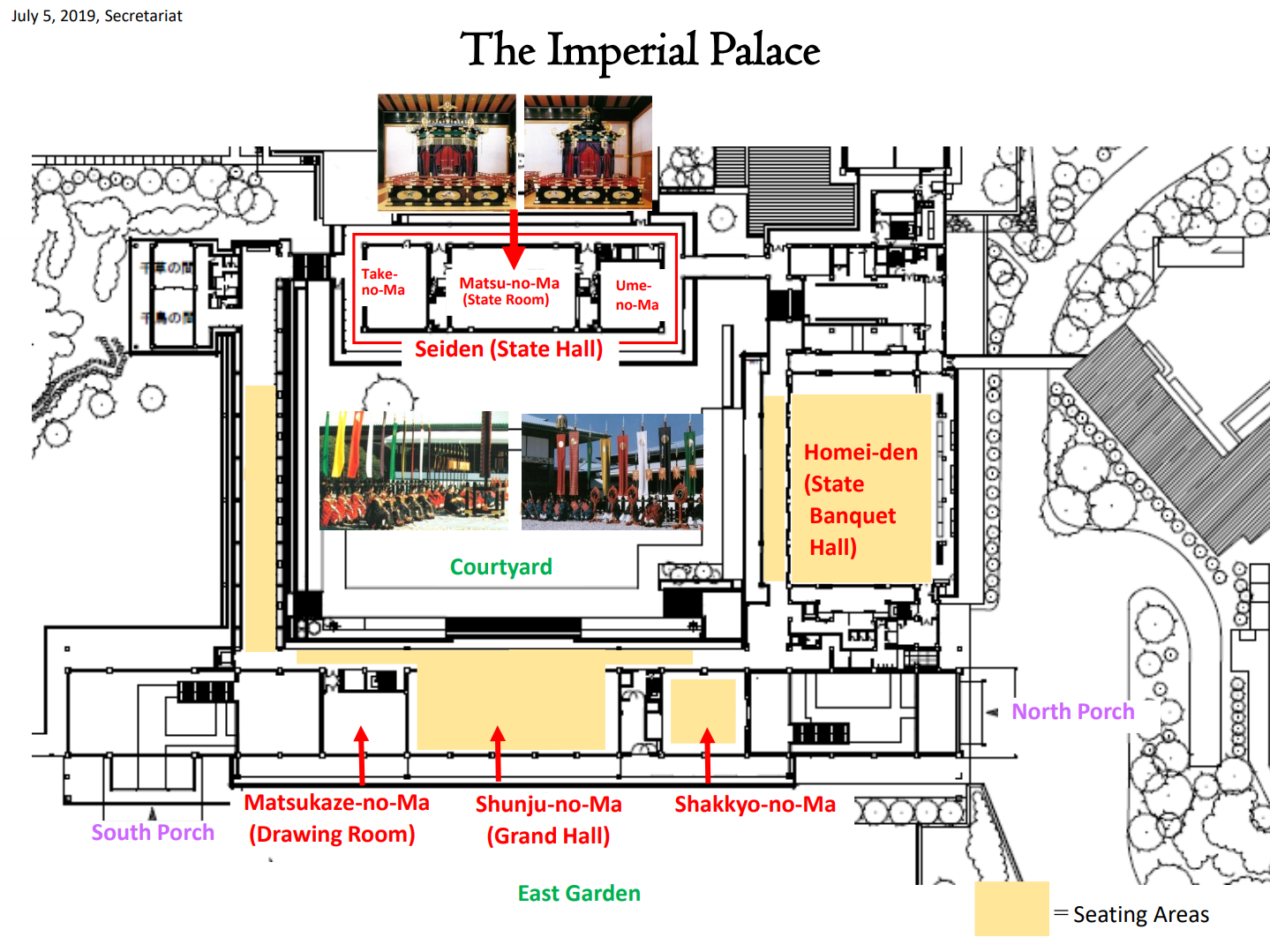
Mapa Kyūden, głównego pałacu na terenie kompleksu Kōkyo

Na terenie kompleksu pałacowego Kōkyo znajduje się kilka budynków, w tym: główny pałac cesarski Kyūden (宮殿), rezydencje niektórych członków rodziny cesarskiej, siedziba Agencji Dworu Cesarskiego (宮内庁, Kunai-chō), odpowiedzialnej za sprawy państwowe dotyczące rodziny cesarskiej, archiwum, muzea i biura administracyjne.

## Historia
Obecny pałac cesarski został wzniesiony na miejscu dawnego zamku Edo (江戸城 Edo-jō), który był siedzibą siogunów rodu Tokugawa, rządzących Japonią w latach 1603–1867.
W 1868 roku siogunat został obalony, a stolica kraju i cesarska rezydencja zostały przeniesione z Kioto do Edo, które przemianowano na Tokio (Wschodnia Stolica). W 1888 roku zakończono budowę nowej siedziby, która została zniszczona podczas II wojny światowej i odbudowana po jej zakończeniu w tym samym stylu. W okresie od 1888 do 1946 roku pałac był nazywany Pałacem-Zamkiem (宮城 Kyūjō).
Remont i modernizacja całego kompleksu została zakończona w 1968 roku, z zachowaniem japońskiego stylu architektonicznego. Główny budynek pałacowy nie został postawiony na miejscu dawnego pałacu sioguna, który znajdował się na terenie Ogrodów Wschodnich. W 1993 roku ukończono nową rezydencję dla cesarza Akihito.
Większa część terenu pałacowego jest zamknięta dla zwiedzających. Można jednak rezerwować (także przez internet) wycieczki z przewodnikiem w Agencji Dworu Cesarskiego. Pałac Cesarski jest szerzej dostępny tylko dwa dni w roku: w urodziny cesarza oraz z okazji Nowego Roku (2 stycznia). Rodzina cesarska ukazuje się wówczas na oszklonej werandzie Pawilonu Recepcyjnego (長和殿 Chōwa-den).

## Główne obiekty na terenie kompleksuKōkyo[4]
Pałac cesarski Kyūden (宮殿 Kyūden)
Został ukończony w 1968 roku i oddany do użytku w kwietniu następnego roku. Jest to dwukondygnacyjny żelbetowy budynek z podziemną kondygnacją i skośnym dachem z długimi wystającymi okapami o łącznej powierzchni 24 175 m². Tu cesarz wykonuje swoje obowiązki państwowe, przyjmowani są goście krajowi i zagraniczni, składający oficjalne wizyty państwowe. Odbywają się w nim ceremonie państwowe.
Rezydencja Cesarska (御所 Gosho)
Rezydencja znajduje się na terenie ogrodów Fukiage, jest siedzibą mieszkalną cesarza Naruhito, cesarzowej Masako oraz ich córki księżniczki Aiko.
Pałac Fukiage Ōmiya (吹上大宮御所 Fukiage Ōmiya Gosho)
Pałac znajduje się na terenie ogrodów Fukiage, był rezydencją cesarza Shōwa (1901–1989) i cesarzowej Kōjun (1903–2000).
Agencja Dworu Cesarskiego (宮内庁 Kunai-chō)
Budynek został oddany do użytku w 1935 roku. Jego trzecie piętro było wykorzystane jako tymczasowa rezydencja cesarska od 1952 roku, aż do oddania do użytku nowej rezydencji pałacowej w 1968 roku.
Muzeum Zbiorów Cesarskich (三の丸尚蔵館 San-no-maru Shōzō-kan)
Muzeum zostało oddane do użytku w 1993 roku w celu przechowywania i prezentowania kolekcji liczącej ok. 9,8 tys. obiektów muzealnych, nie tylko japońskich (m.in. obrazy, kakemono, emaki-mono, porcelanę, kaligrafię, dzieła literatury, meble), przekazanej przez rodzinę cesarską kolejno w latach: 1989, 1996, 2001, 2005.
Sala Koncertowa (桃華楽堂 Tōka-gakudō)
Wzniesiona w latach 60. XX w. dla cesarzowej Kōjun (1903–2000), która była miłośniczką muzyki klasycznej. Budynek ma kształt ośmiokątny, dach w kształcie płatków kwiatu powojnika (Clematis L.). Ściany zewnętrzne są pokryte kolorowymi płytkami i fragmentami porcelany arita-yaki i shigaraki-yaki. Tworzą one mozaiki przedstawiające wielkie ptaki oraz słońce, księżyc i gwiazdy.
Departament Muzyki (楽部 Gakubu)
Jest odpowiedzialny za zachowanie tradycji i organizację przedstawień dawnej muzyki dworskiej gagaku, a także klasycznej muzyki w stylu zachodnim. Planuje i urządza koncerty w Pałacu w czasie państwowych przyjęć. Przedstawienia dla publiczności odbywają się co roku jesienią. Organizacyjnie należy do Zarządu Ceremonii Agencji Dworu Cesarskiego.
Departament Archiwów i Mauzoleów (書陵部 Shōryō-bu)
Odpowiada za przechowywanie ważnych i oficjalnych dokumentów i ksiąg dotyczących Domu Cesarskiego oraz za opiekę i utrzymanie mauzoleów i grobowców rodziny cesarskiej, usytuowanych w różnych miejscach Japonii.
Baszta Fushimi (伏見櫓 Fushimi-yagura)
Yagura (wieża zamkowa, stołp, baszta, donżon) stała kiedyś na terenie zamku Fushimi w Kioto. Została rozebrana i ustawiona w obecnym miejscu podczas panowania trzeciego sioguna z rodu Tokugawa, Iemitsu. Zniszczona w pożarze w 1657 roku i zrekonstruowana w 1659 roku. Zniszczona ponownie w czasie wielkiego trzęsienia ziemi w Kantō w 1923 roku. Jest widoczna także w głębi na zdjęciu w infoboksie.
Pawilon Recepcyjny (長和殿 Chōwa-den)
Jest to największy budynek na terenie pałacowym. Ma 160 m długości, a korytarz wewnętrzny – 100 metrów. W jego wnętrzu jest kilka sal i pomieszczeń, które służą celom recepcyjnym i ceremonialnym. Największa z nich, Shunjū-no-Ma, ma charakter wielofunkcyjny, służy m.in. jako sala audiencjonalna. Tu cesarz odbiera listy uwierzytelniające od nowo przybyłych do Japonii ambasadorów.     
Dwukrotnie w roku: 2 stycznia (z okazji Nowego Roku) i z okazji urodzin cesarza za kuloodporną szybą werandy tego pawilonu członkowie rodziny cesarskiej ukazują się publiczności zgromadzonej na przylegającym do niego placu o nazwie Kyūden Tōtei, który może pomieścić 20 tys. osób.
Most Podwójny (二重橋 Nijū-bashi)
Most widoczny na zdjęciu w infoboksie jest jednym z najlepiej znanych w Japonii i jednym z najczęściej fotografowanych obiektów w Tokio przez turystów. Popularnie nazywany jest Nijū-bashi, co jest tłumaczone jako „podwójny most”, czy też „most dwupoziomowy, dwuwarstwowy”. W rzeczywistości jednak są to dwa oddzielne mosty: kamienny i stalowy. Na pierwszym planie widoczny jest Kamienny Most Głównej Bramy (正門石橋 Seimon Ishibashi) zwany także „mostem okularowym” ze względu na podobieństwo konstrukcji przęseł do okularów. Tuż za nim znajduje się Żelazny Most Głównej Bramy (正門鉄橋 Seimon Tetsubashi). Ten drugi był niegdyś zbudowany z drewna i ze względu na to, że wysokość brzegu ponad fosą jest stosunkowo duża został on wzmocniony podwójnymi dźwigarami. Stąd powstała nazwa Nijū-bashi. Patrząc od strony placu parkowego sprzed pałacu, ponad mostem kamiennym ledwie widoczna jest ozdobna balustrada mostu stalowego. Można zatem odnieść wrażenie, że dwa mosty tworzą most dwupiętrowy. W głębi za mostami widoczna jest baszta Fushimi.
Na niektórych mapach i planach oba mosty są oznaczone tą samą nazwą Nijū-bashi.
Most Nijū-bashi jest otwarty tylko z okazji specjalnych okazji, jak oficjalne wizyty państwowe i formalne ceremonie pałacowe. Dwa razy do roku wchodzą nim wszyscy chętni, którzy z wewnętrznego placu Kyūden Tōtei chcą pozdrowić cesarza i jego rodzinę zebranych na werandzie pawilonu Chōwa-den: 2 stycznia (z okazji Nowego Roku) i z okazji urodzin cesarza.
Poniżej dwa zdjęcia obu mostów: po lewej kamienny (widoczny z zewnątrz) i po prawej stalowy (niewidoczny).

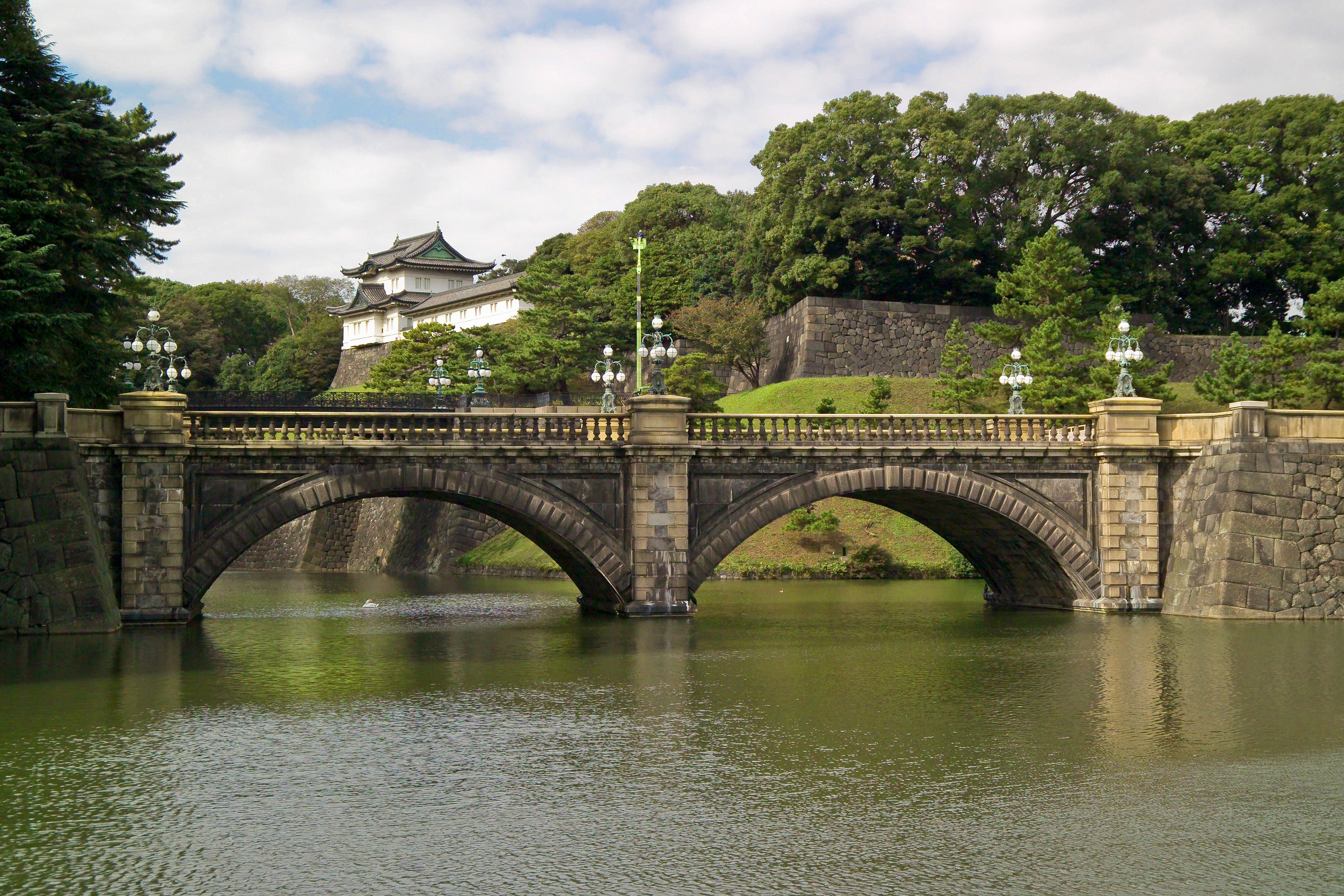
Seimon Ishibashi
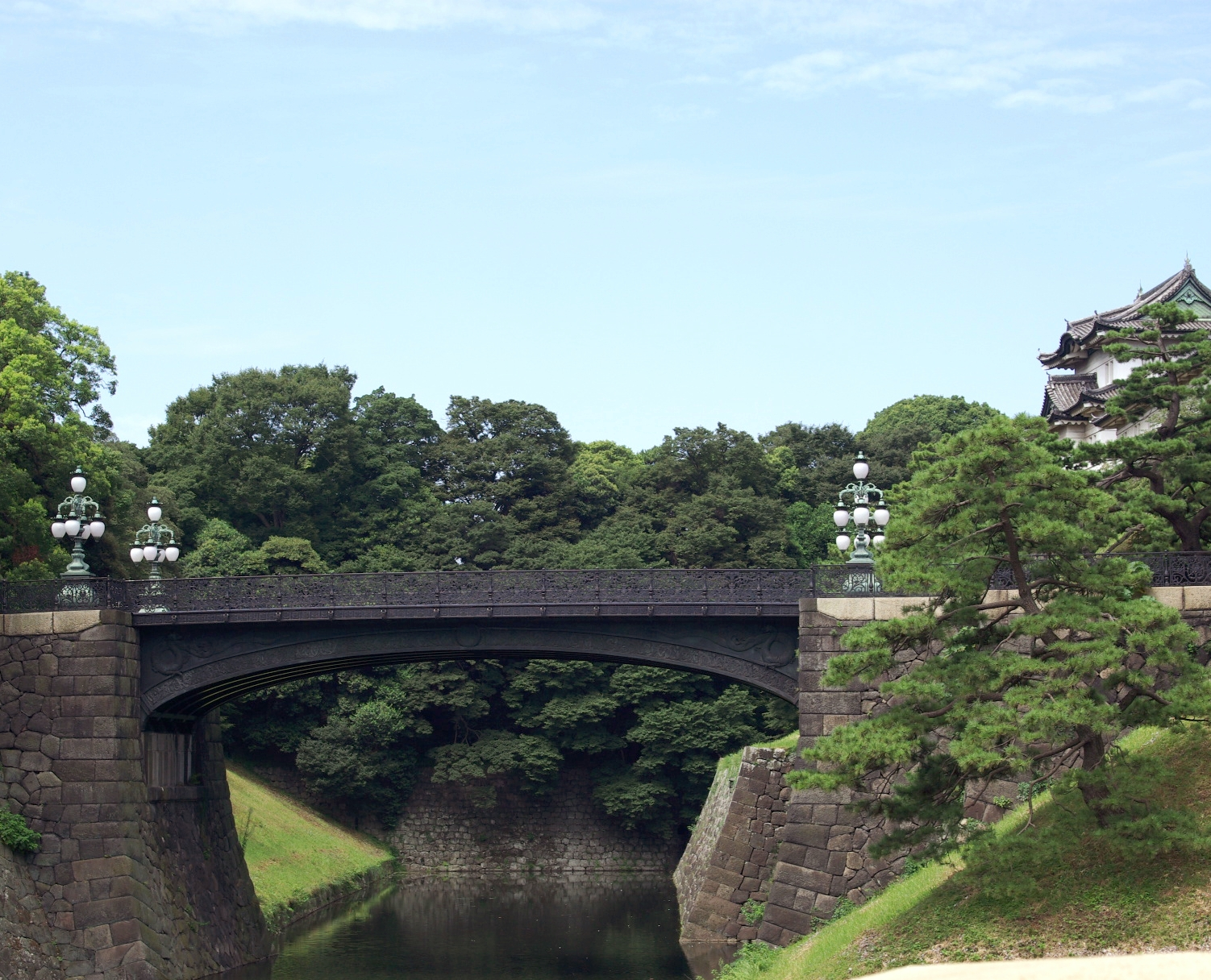
Seimon Tetsubashi

Twórcą stalowego mostu Nijū-bashi był niemiecki inżynier, Wilhelm Heise (1846–1895). Jeden z wielu specjalistów zagranicznych, zapraszanych przez rząd Japonii okresu Meiji, aby pomagali w modernizacji kraju.
Wschodnie Ogrody (皇居東御苑 Kōkyo Higashi Gyoen)
Wschodnie Ogrody o powierzchni 210 000 m² znajdują się w północno-wschodniej części kompleksu i są otwarte dla publiczności. W przeszłości były to wewnętrzne pierścienie obrony zamku Edo. Do dziś zachowały się jedynie fosy, fragmenty murów, bramy wjazdowe i kilka wartowni. Na ich terenie mieszczą się: Sala Koncertowa (Tōka-gakudō) i Muzeum Zbiorów Cesarskich (San-no-maru Shōzō-kan).

## Sanktuaria cesarskie
Na terenie kompleksu pałacowego znajdują się trzy Sanktuaria Cesarskie (宮中三殿 Kyūchū-sanden). Są one wykorzystywane wyłącznie w czasie cesarskich ceremonii religijnych, w tym intronizacji. Rytuały te nazywane są łącznie: „shintō dworu cesarskiego” i są odprawiane w:
- Kashiko-dokoro (賢所) – centralny chram, w którym czczona jest mitologiczna protoplastka cesarskiej rodziny, Amaterasu. Tutaj jest rzekomo przechowywana replika świętego, ośmiobocznego zwierciadła o nazwie Yata-no-kagami. Oryginał ma znajdować się w Wewnętrznym Chramie (Naikū) w Ise-jingū;
- Kōrei-den (皇霊殿) – sanktuarium duchów przodków rodziny cesarskiej;
- Shin-den (神殿) – sanktuarium wszystkich kami nieba i ziemi[1][11].

## Nazewnictwo pałaców i rezydencji

### Zmiany nazw
Niektóre pałace i rezydencje cesarskie, zgodnie z tradycją, nie mają stałych nazw odnoszących się do jednej lokalizacji, ale do dowolnej rezydencji zamieszkanej przez określonego członka rodziny cesarskiej. I tak na przykład pałacem Tōgū jest siedziba mieszkalna następcy tronu. Taką właśnie nazwę – Pałacu Tōgū (東宮 Tōgū) – nosił pałac na terenie posiadłości cesarskiej Akasaka, w którym rezydował były następca tronu książę Naruhito przed wstąpieniem na tron w dniu 1 maja 2019 roku. Gdy Naruhito został cesarzem, nazwa została zmieniona na Pałac Akasaka (赤坂御所 Akasaka Gosho). Po długim remoncie, od września 2021 roku rezydencją monarchy i jego rodziny jest Pałac Fukiage (吹上御所 Fukiage Gosho) na terenie parkowego kompleksu cesarskiego Kōkyo.
Ze względu na to, że książę Akishino nie jest synem, ale bratem cesarza Naruhito, formalnie nie jest „następcą tronu” (皇太子 kōtaishi), ale „cesarskim dziedzicem pierwszym w sukcesji do tronu” (皇嗣 kōshi, ang. Crown Prince), nie ma obecnie (w 2021 roku) pałacu o nazwie Tōgū.
Podobne zmiany dotyczą siedzib emerytowanych cesarzy i ich małżonek. Nazwa ich rezydencji jest zmieniana na Pałac Sentō (仙洞御所 Sentō Gosho).

### Wyjaśnienie nazw
Ze względu na to, że nazewnictwo licznych cesarskich obiektów, pałaców i rezydencji jest trudno zrozumiałe (a ponadto zmieniane w wyniku kontynuowania wielkowiekowej tradycji) poniższe wyjaśnienia będą przydatne dla lepszego poznania tematu. Wiele nieporozumień i niejasności wynika również ze specyfiki i historii języka japońskiego oraz z niewłaściwego lub uproszczonego tłumaczenia (także oficjalnego) tych nazw na język angielski, także w wyniku braku właściwych odpowiedników z językach zachodnich.
Wyjaśnienia dotyczące nazw pałaców cesarskich na terenie Tokio i Kioto:
- kōkyo, kōgyo 皇居 → „pałac, rezydencja cesarska”, „pałac cesarski”, synonim kyūjō 宮城 → „pałac-zamek”, używanego w latach 1888–1946. Jest to nazwa cesarskiego kompleksu pałacowego o powierzchni 341 ha, o charakterze parkowym, położonego w centralnej dzielnicy tokijskiej Chiyoda. W nomenklaturze Agencji Dworu Cesarskiego nosi on po japońsku nazwę Kōkyo, a po angielsku „The Imperial Palace”[12]. Natomiast w języku japońskim występuje nazwa 皇居 Kōkyo jako nazwa całego kompleksu pałacowego i nadrzędna (szersza) w stosunku do obiektów wymienionych na stronie Agencji[13].
- kyūden 宮殿 → „pałac” (nazwa pospolita)[1], Kyūden → nazwa oficjalna Pałacu Cesarskiego (głównego, właściwego) w języku japońskim, składającego się z siedmiu budynków, znajdującego się na terenie kompleksu cesarskiego w Tokio[13]. Według nomenklatury Agencji Dworu Cesarskiego, w języku angielskim nosi on nazwę „The Imperial Palace”, a więc identyczną, jak cały kompleks Kōkyo[12]. Z powyższego powodu często w prasie i wydawnictwach angielskojęzycznych (japońskich i zachodnich) w odniesieniu do całości kompleksu używa się nazwy „Tokyo Imperial Palace”, a do Kyūden, „Imperial Palace” lub dokładniej „Kyuden Tokyo Imperial Palace”. Natomiast w publikacjach i wydawnictwach (np. mapach) w języku japońskim występuje nazwa 皇居宮殿 Kōkyo Kyūden.
- gosho 御所 → „pałac cesarski” (zwłaszcza w odniesieniu do pałacu cesarskiego w Kioto → Kyōto Gosho 京都御所); także „rezydencja sioguna, ministra” itp.[1];
- ōmiya 大宮 → (1) „pałac”, „chram cesarski”, (2) „cesarzowa-wdowa”[2];
- ōmiya gosho 大宮御所 → „pałac cesarski”, „rezydencja cesarzowej-wdowy”[2];
- sentō gosho 仙洞御所 → „pałac byłego, emerytowanego cesarza”[2];
- tōgū gosho 東宮御所 → „pałac księcia koronnego”, „pałac następcy tronu” (tōgū = kōtaishi[1][2];
- gyoen 御苑 → „park cesarski”[1]

## Galeria

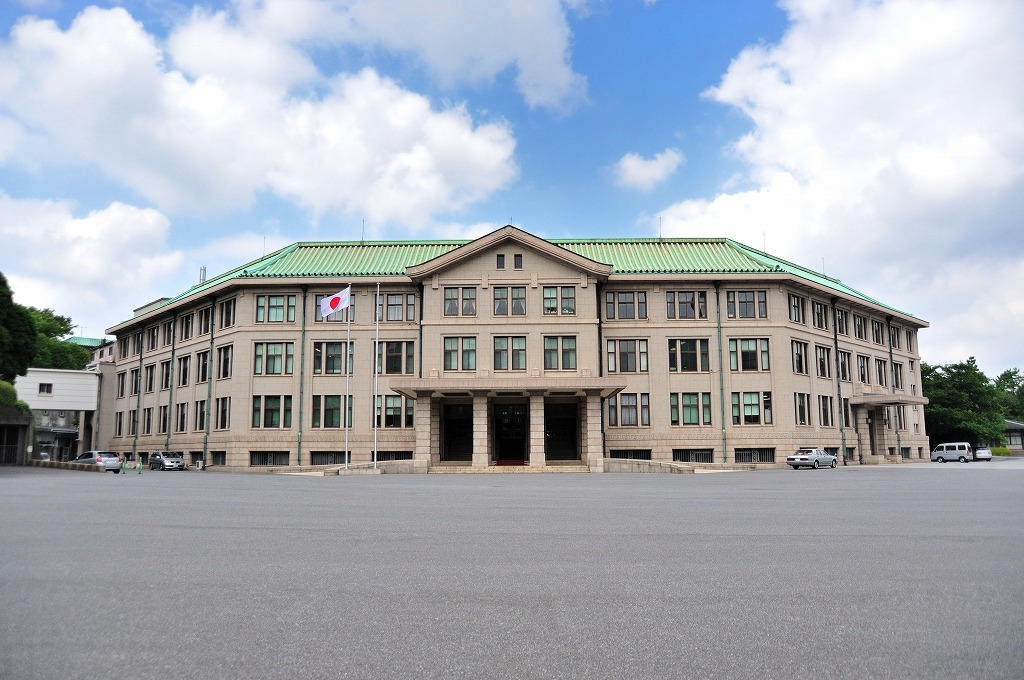
Agencja Dworu Cesarskiego (Kunai-chō)
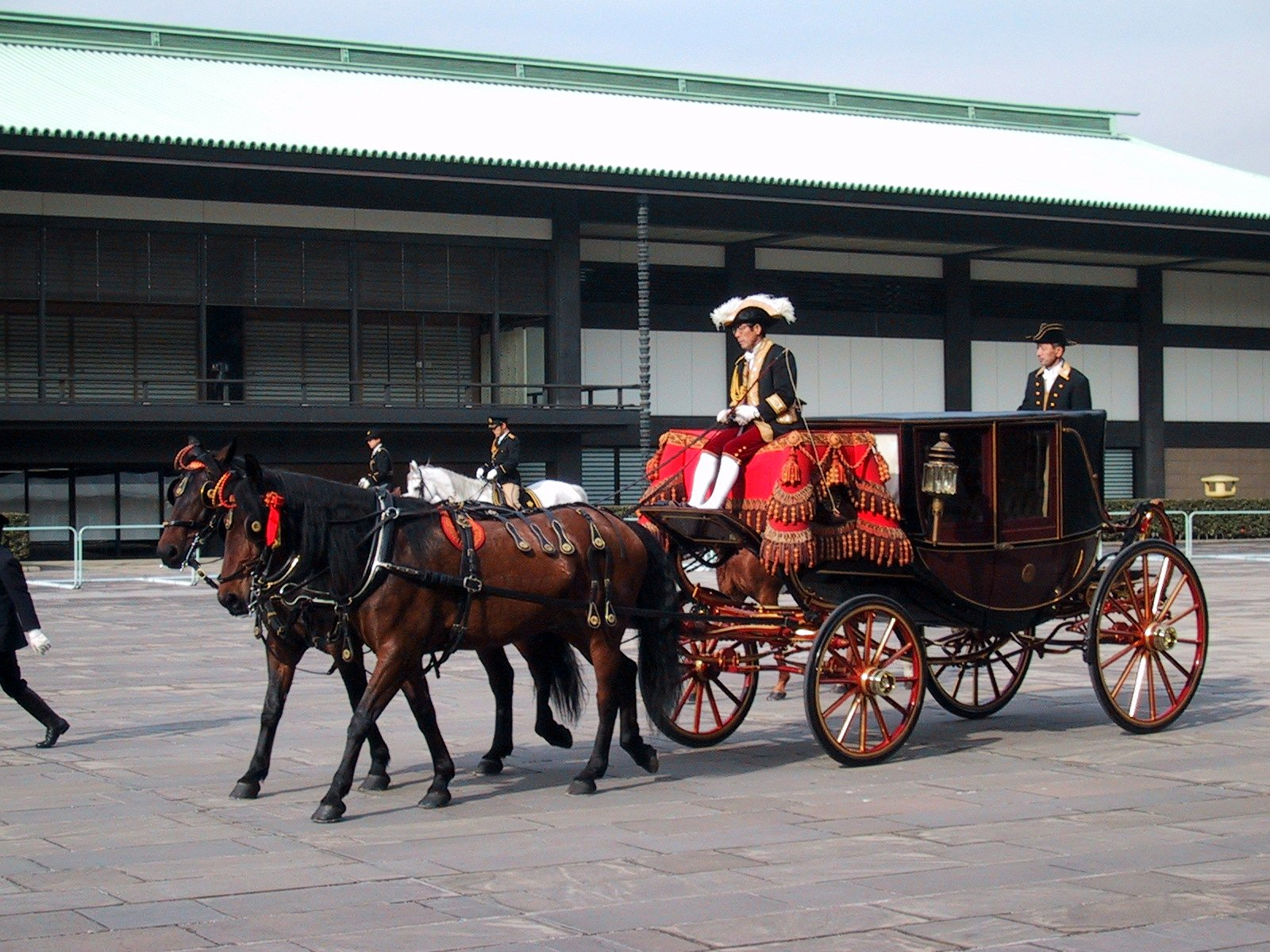
Ambasadorowie składający cesarzowi listy uwierzytelniające mają przywilej wyboru powozu na dojazd do pałacu
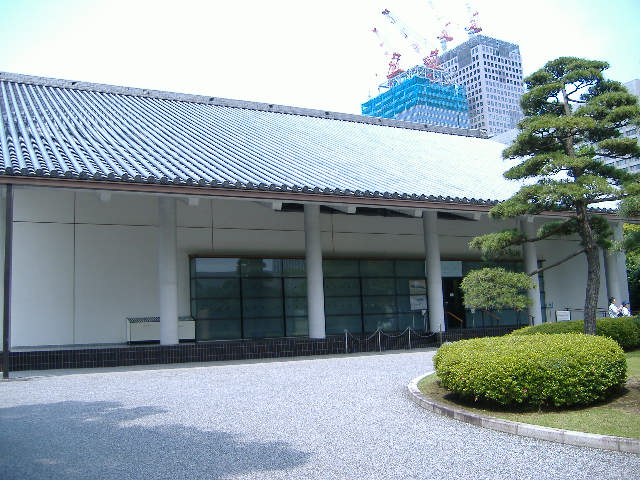
Muzeum Zbiorów Cesarskich (San-no-maru Shōzō-kan)
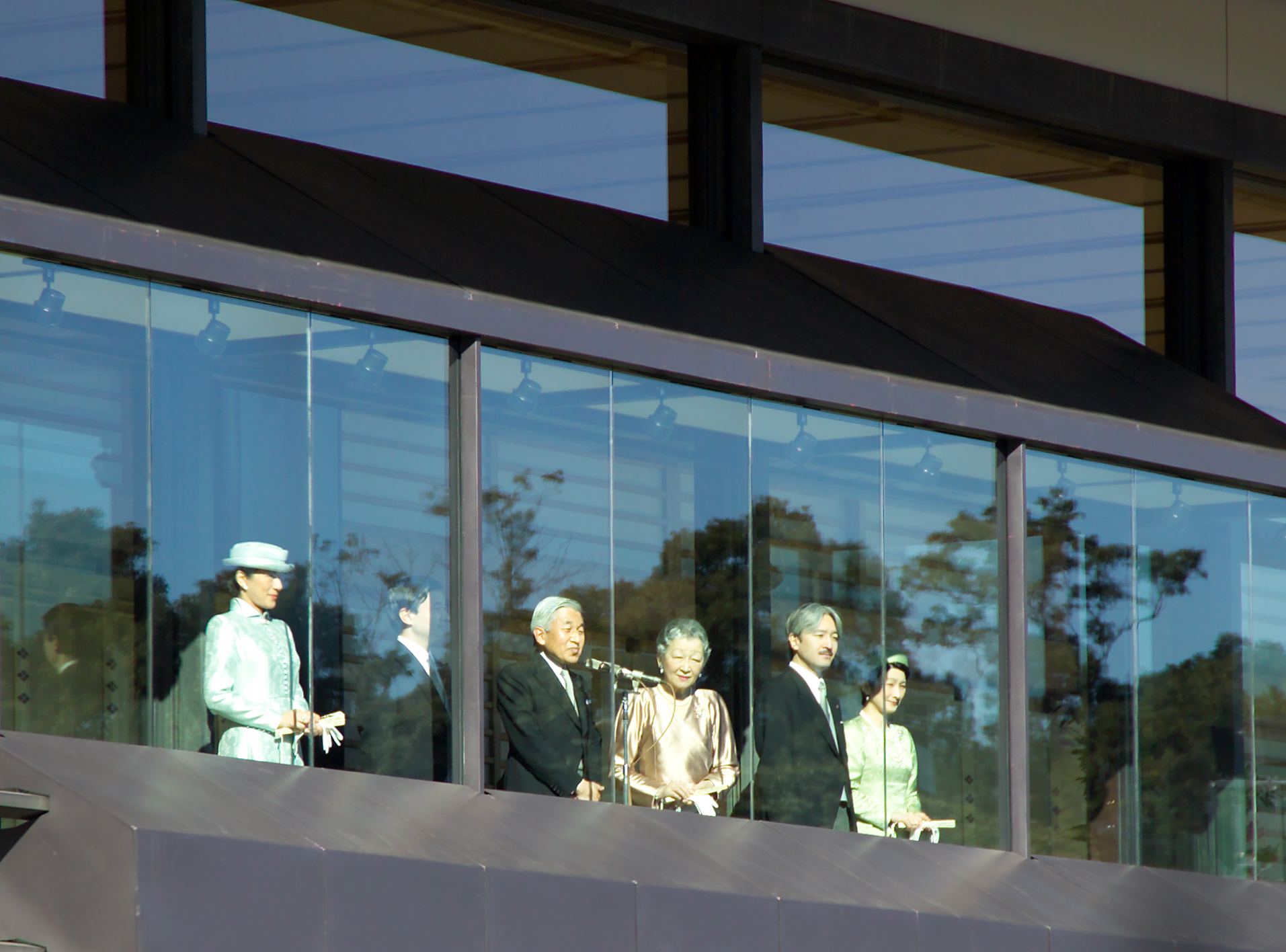
Cesarz Akihito, wraz z rodziną, pozdrawia zebranych w dniu swoich urodzin (Chōwa-den, 2005)
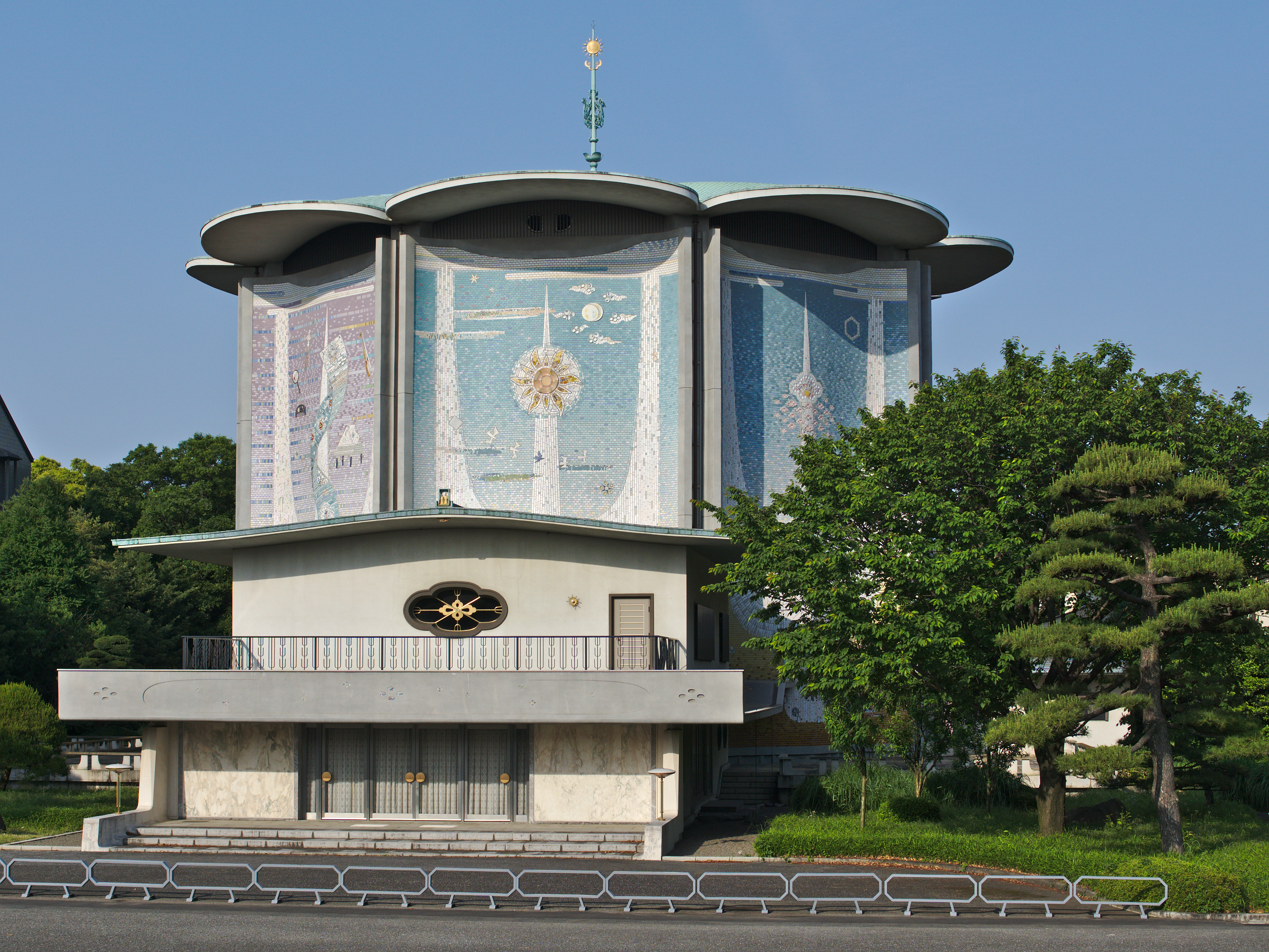
Sala Koncertowa (Tōka-gakudō) we Wschodnich Ogrodach (Kōkyo Higashi Gyoen)
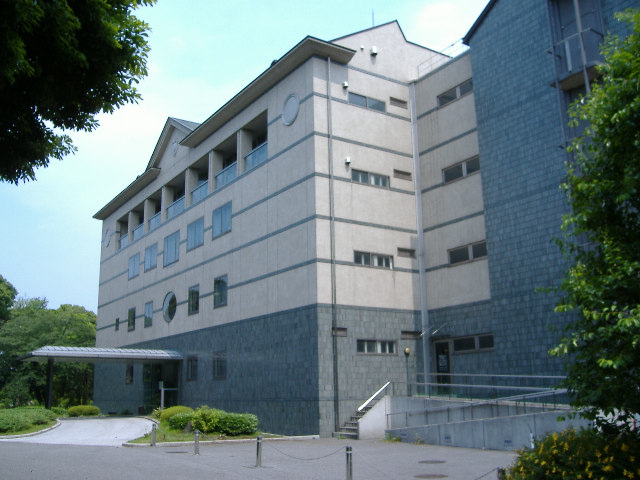
Departament Archiwów i Mauzoleów (Shōryō-bu)
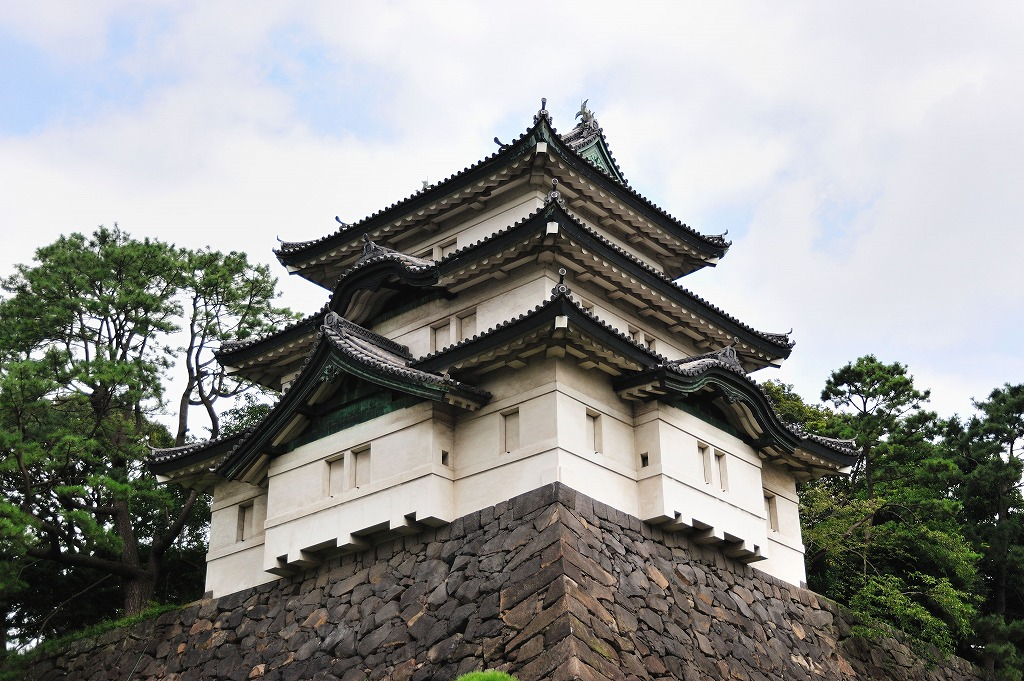
Baszta Fujimi
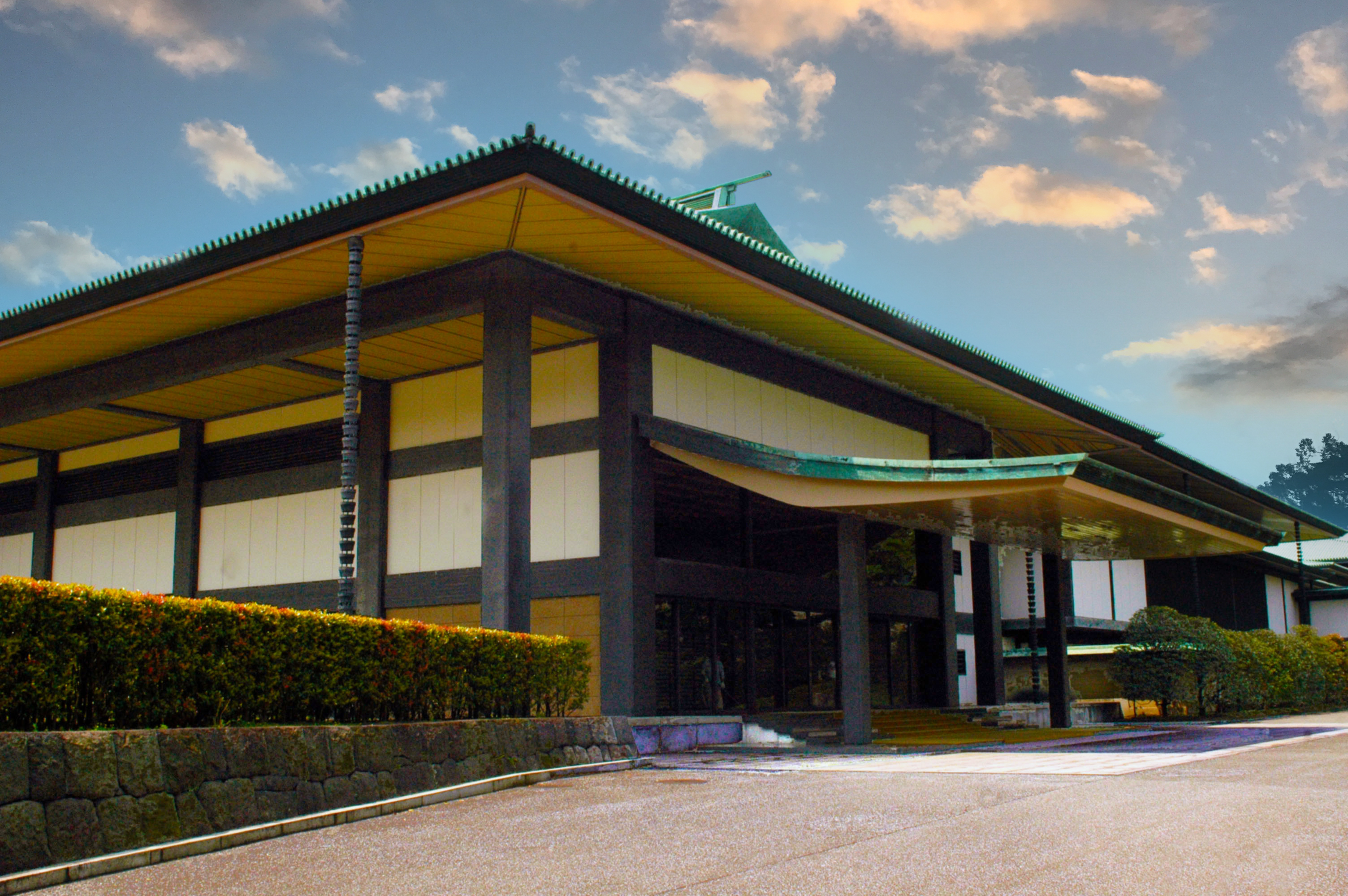
Wejście Kita-kuruma-yose do Chōwa-den, dla dostojników i dyplomatów

## Inne zabytkowe pałace cesarskie
- Pałac Heijō w Narze, Pałac Cesarski w okresie Nara (710–784)
- Kyōto Gosho: Pałac Cesarski w Kioto, rezydencja cesarza do czasu przenosin do Tokio w 1868 roku
- Kyōto Gyoen historyczny park wokół Kyōto Gosho
- Pałac Akasaka Geihinkan w Tokio
- Cesarska Posiadłość Akasaka w Tokio